# Lažniva Suzi
Lažniva Suzi je mladinski roman slovenske pisateljice Dese Muck, ki je izšel leta 1997 pri založbi Mladinska knjiga. Zgodba govori o deklici Suzani, ki zaradi laži zabrede v težave in povzroči obraten učinek od načrtovanega - nihče je ne želi imeti za prijateljico.  
Za delo je pisateljica prejela literarno nagrado večernica.

## Vsebina
Suzi in njena družina so se preselili. Na novi šoli je želela biti priljubljena, zato je lagala sošolkam. Nekega dne jo je Špela povabila k sebi domov, Suzi pa se ji je zlagala, da ima zmenek s fantom Vidom, katerega jim je tudi opisala. Sošolke so ga želele spoznati, a se je Suzi izgovarjala, da je zelo zaposlen. Špela ji zato ni več verjela, da Vid sploh obstaja. Suzi pa jim je odvrnila, naj pridejo z njo na Prešernov trg in se tam skrijejo.
Kot nalašč je čez trg proti njej stopal fant, ki je bil zelo podoben opisu Vida. Suzi mu je skočila v objem in ga prosila, če jo lahko pospremi, ker jo nekdo zasleduje. Ime mu je bilo Matjaž in ves čas jo je spraševal, za kaj pravzaprav gre, a mu ni povedala. Ko sta prišla za vogal, se mu je zahvalila in stekla stran.  
Sošolke so kmalu ugotovile, da laže tudi glede svoje družine, in ponovno podvomile v Vida. V šoli so jo razkrinkale ter se ji posmehovale. Nekega šolskega dne je našla pod mizo listek od sošolca Zorana, ki ji je bil všeč. Na njem je pisalo, da mu je ona všeč in če je tudi on njej, naj položi jutri na mizo medvedka in on jo bo na zaključnem izletu vprašal. Naslednjega dne je to res storila.
Končno je bil čas za zaključni izlet. Na avtobusu je sošolki Ani povedala vse o pismu in kako ji je všeč Zoran in ona njemu. Ana pa je le tiho poslušala. Nekega večera so šli v disko. Zoran je šel ven, Suzi pa za njim. Pri baru jo je ustavil Toni, kateremu je obljubila, da pride nazaj. Zorana je vprašala, kaj je narobe, ta pa ji je rekel, naj ga pusti pri miru. Suzi je bila zmedena. Odšla je pogledat za Ano na stranišče, tam pa je slišala, da ji je Zoran všeč in da je bil Zoranov listek namenjen Ani. Odšla je ven pred disko in jokala. Prišel je Toni in skupaj sta odšla v drug lokal. Tam ji je kupil pijačo, v kateri je bil rum. Ker tega ni vedela, jo je vseeno spila. Ko je bila pijana, jo je odpeljal v sobo. Vrgel jo je na posteljo in se začel slačiti, ona pa je sodelovala. Zavedala se je, da bo to prvič, ko bo intimna s fantom. Kmalu je bil na njej in ko je prodrl vanjo, se ji je vlila kri. Razburil se je in jo zmerjal. Rekel ji je, naj se umije in nato jo je peljal nazaj k sošolcem. Vsi so vedeli, kaj se je zgodilo, in za njo je bila to največja sramota. Celo poletje je preživela v sobi. Nekega poletnega dne je prišla k njej na obisk bivša razredničarka in jo prisilila, da sta odšli h ginekologu. Tam je izvedela, da ni noseča.
Kmalu je prišel prvi dan srednje šole. Suzi je bila zelo živčna. Ko se je obrnila, je zagledala Hedviko, najboljšo sošolko iz bivše šole. Vpisali sta se na dramski krožek in Suzi je šlo zelo dobro, saj si je že od nekdaj želela biti igralka. Učiteljica jim je predstavila njihovega režiserja Matjaža in Suzi je bila čisto šokirana, ko ga je zagledala.
Suzi pa je bil všeč tudi Primož, s katerim sta postala kasneje tudi par. Nekega dne so imeli na krožku zabavo. Matjaž in Suzi sta se zadržala v ozadju in Matjaž jo je poljubil. Suzi še nikoli ni čutila tega, kar je takrat, obenem pa je bila jezna nanj, saj je imela fanta. Opravičil se ji je za poljub in odšel med ostale.
Suzi je prekinila zvezo in začela hoditi z Matjažem. Sram jo je bilo svoje preteklosti in zato mu ni povedala kaj dosti o sebi, ker se je bala, da bi jo zapustil.
Nekega dne so se srečali Suzi, Matjaž in Ana. Ta je v Matjažu takoj prepoznala izmišljenega Vida. Kmalu za tem je Suzi našla doma mrtvega očeta. Zjutraj je vsa objokana šla k Matjažu po tolažbo, ta pa jo je nadrl, da ji nič več ne verjame, ker mu je Ana povedala vse o njenih lažeh.
Pred nosom ji je zaprl vrata in Suzi je v solzah odšla domov. Poiskala je uspavalne tablete, napisala mami pismo in jih popila. Mama je pravočasno poklicala pomoč. Suzi je bila v slabem psihičnem stanju. Pomagale so ji Hedvikine besede, da bo Ana prevzela njeno vlogo v igri. Suzi je kmalu ozdravela in končala šolo. Ko je prišlo poletje, se je kot nekoč sprehajala po mestu. Ogovoril jo je fant, ki je iskal študentsko naselje. Predstavila se mu je kot Glorija in da laže. Šla je z njim po mestu, poskakovala je okoli njega in z užitkom spet lagala. Dejala si je: »Zakaj pa ne, kdo pa pravi, da ne bom nekoč uresničila vseh svojih laži?«

## Podatki o knjigi
- Lektoriral: Mario Galunič
- Ilustracija:
- Založba Mladinska knjiga, Ljubljana 1997

1. ↑  »Nagrada večernica Desi Muck za roman Lažniva Suzi«. 24ur.com. 14. november 1998. Pridobljeno 22. maja 2014.